# LPGA Legends Swing for the Cure
De LPGA Legends Swing for the Cure is een golftoernooi van de Legends Tour. Het toernooi vindt telkens plaats op de Inglewood Golf Club in Seattle, Washington. Het wordt gespeeld in een strokeplay-formule met een speelronde.

## Winnares
| Jaar | Winnares       | Score | Score | Info        |
| ---- | -------------- | ----- | ----- | ----------- |
| 2012 | Nancy Scranton | 71    | –2    | [ 1 ] [ 2 ] |
| 2013 | Sherri Turner  | 70    | –3    | [ 3 ] [ 4 ] |

| Toernooirecord |  | po = winnares na play-off |  | R = Rookie of seizoensdebuut |